# Aldert Mantje
Aldert Gerardus Johannes Mantje (IJmuiden, 27 februari 1954 – Amsterdam, 7 december 2023) was een Nederlands kunstschilder. Daarnaast was hij actief binnen de (schilder)kunstbeweging in Amsterdam.
Hij was zoon van het echtpaar A. Mantje en C. Tieleman.
Hij kreeg zijn opleiding aan de Gerrit Rietveldacademie. Al tijdens die studie zag hij dat van beweging in de (Amsterdamse) kunstwereld eigenlijk geen sprake meer was. Alles bevond zich nog in staat van verzuiling. Om die te doorbreken richtte hij samen met Harald Vlugt, Peter Giele en William Lindhout (docent aan de Rietveldacademie) collectief een galerie Aorta op dat in korte tijd naam maakte vanuit hun “atelier” in het gebouw van het Algemeen Handelsblad aan de Nieuwezijds Voorburgwal. Het NRC Handelsblad in 1982 karakteriseerde het als Een eiland van anarchie. Hun opstap was de tentoonstelling Beeldstroom in 1982. Deels protestbeweging of niet, Aota kreeg op gegeven moment subsidie van de Gemeente Amsterdam waarop Mantje er uit stapte. Hij sloot zich daaropvolgend aan bij galerie The Living Room van Bart van de Ven, partners daarin waren opnieuw Harald Vlugt en Rob Scholte. De galerie, gespecialiseerd in Avant-garde, was eerst onherkenbaar gevestigd in de Dapperbuurt om vervolgens een pand te betrekken aan de Lauriergracht. Ook hier vertrok Mantje om vervolgens deel te gaan uitmaken van collectief Seymour Likely, samen met Ronald Hooft en Ido Vunderink. Ook daar vond hij geen rest en ging verder in bewegingen Winston Hotel en Gang of 4 (G4).
Noemenswaardige initiatieven waren:
- 1987: tentoonstelling Gute Kameraden in Museum Fodor
- 2001: samen met Henk Schiffmacher, parodie op Het laatste avondmaal met in de hoofdrollen Nijntje en politicus Henk Westbroek als SS-officier. De keus voor Westbroek was ontleend aan zijn debattechniek tijdens zijn Leefbaar Utrecht periode, waarin hij steeds naar de Tweede Wereldoorlog verwees. Westbroek zag er de humor wel van in; Broos Schnetz en Sjarel Ex niet.[4]; opdrachtgever de Nederlandse Spoorwegen weigerde het te plaatsen;
- 2007: samen met tien andere kunstenaars interpretaties geven op De Nachtwacht; Mantje beeldde dezelfde personen af, maar dan twee minuten later nadat Rembrandt van Rijn iedereen had vastgelegd en iedereen dus wegliep.

Overigens was Mantje rond 1990 zelf docent “audiovisueel” aan de Rietveldacademie. Één van zijn leerlingen was Danielle Kwaaitaal.
Daarna werd het stil rondom Mantje en zijn atelier aan de Oudezijds Voorburgwal, alwaar hij in december 2023 na een al eerder vastgelegde diagnose kanker in elkaar zakte. Even later overleed hij in een plaatselijk ziekenhuis.